# Предикација
Предикација у лингвистици је једна од функција језичког изражавања; предикација повезује мисао са стварношћу: стање објекта са субјектом, догађај са ситуацијом. Предикација је формално успостављање веза између субјекта и предиката
У предикацији, која се може сматрати чином исказа, конструкцијом предлога, постоје две фазе:
- непотпуна предикација (или предикација у ужем смислу) – комбинација значења једноставнијих језичких израза;
- завршена предикација (или предикација у ширем смислу) је израз говорниковог става према стварности, афирмација или негација пропозиције;

## Примери
Општи део, који има облик реченице, као што су: „Сунце је изашло“ „Сунце је изашло?“, „Сунце изашло!“, „Није истина да је Сунце изашло." итд. биће непотпуна предикација за реченице. Семантичка непромењивост речи „Сунце је изашло“ одговара реченици „Сунце је изашло“. У својој површинској структури, али поменута реченица има другачију дубинску структуру, наиме, „Тачно је да је Сунце изашло“. Ово последње, у виду независне реченице, биће завршена предикација.
Предикација може бити не само једнина („Фидо је пас”), већ и вишеструка: „Фидо је мањи од Сунца”.

## Историја концепта
Концепт предикације (у смислу формалног представљања) настао је у античкој логици, а касније је почео да се користи у лингвистици. Аристотел и Порфирије су имали предикабилију (лат. праедицабилиа), што значи родове предиката (предиката): род, врста, суштински или небитни атрибут.
Стоици су користили концепт „лектона” - вербално формулисан садржај, пропозициони садржај, неутралан у односу на вредност истине, који се на неки начин може повезати са стварношћу.
Средњовековни схоластичари дефинишу предикацију као когнитивни чин, а не просто промишљање ствари. Они су детаљно класификовали предикације, али са модерне тачке гледишта, главна формула је и даље остала „С (не) је П“, где је „је“ одговарало једном од три случаја (или његовој негацији):
„Сократ је човек“ еквиваленције „Хипопотамус је нилски коњ“
У савременој логици, термин „предикација“ се не користи, али је концепт проширен са једноставног „С је П“ на случај предикатских односа на више места, као што су „бити упознат“, „бити ближи“. ... него да ...” и постао је доследнији предикацији у лингвистичком разумевању.